# 噴氣推進實驗室線上曆書系統
JPL線上曆書系統（JPL Horizons On-Line Ephemeris System）提供了一个很简单的方式获得太阳系的数据和高精确度的星曆表。

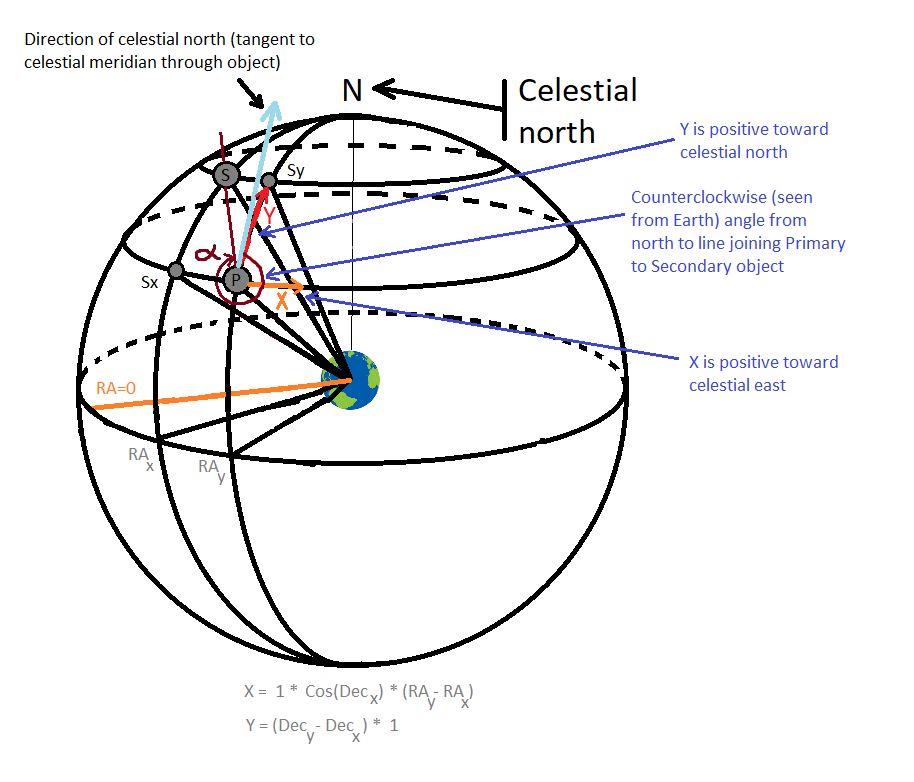
JPL Horizons 在线星历系统输出值的图形表示

## 使用方式
有三种使用系统的方式：
- WWW
- Email
- Telnet